# Montréal-les-Sources
Montréal-les-Sources é uma comuna francesa na região administrativa de Auvérnia-Ródano-Alpes, no departamento de Drôme. Estende-se por uma área de 10,26 km². Em 2010 a comuna tinha 22 habitantes (densidade: 2,1 hab./km²).